# Fabian Rossdorfer
Fabian Hubert Rossdorfer (* 9. November 2005 in Schärding) ist ein österreichischer Fußballspieler.

## Karriere
Rossdorfer begann seine Karriere bei der Union Diersbach. Zur Saison 2015/16 wechselte er zur Union Rainbach/Innkreis. Zur Saison 2016/17 schloss er sich dem FC Andorf an. Zur Saison 2018/19 wechselte er in die Jugend der SV Ried, bei der er ab der Saison 2019/20 auch sämtliche Altersstufen in der Akademie durchlief.
Im April 2022 debütierte er für die Amateure der Rieder in der Regionalliga. Dies blieb aber sein einziger Regionalligaeinsatz in der Saison 2021/22. In der Saison 2022/23 war er dann fester Teil des Teams und kam zu 27 Einsätzen in der dritthöchsten Spielklasse.
Zur Saison 2023/24 rückte er in den Profikader des Zweitligisten. Sein Debüt in der 2. Liga gab er im Juli 2023, als er am ersten Spieltag jener Saison gegen den Floridsdorfer AC in der 68. Minute für Philipp Pomer eingewechselt wurde.